# IC 415
IC 415 је спирална галаксија у сазвјежђу Зец која се налази на листи објеката дубоког неба у Индекс каталогу.
Деклинација објекта је - 15° 32' 32" а ректасцензија 5h 21m 21,5s. Привидна величина (магнитуда) објекта IC 415 износи 15,0 а фотографска магнитуда 15,8.